# Ace Attorney
Ace Attorney (逆転裁判 Gyakuten Saiban, bokstavligen "Helomvändningsrättegång") är en datorspelsserie i genrerna äventyrsspel och visuell roman, skapad av Shu Takumi och utvecklad och publicerad av Capcom, i vilket spelaren antar rollen som försvarsadvokater i en fiktiv rättsmiljö baserad på det japanska rättssystemet. Spelaren har som mål att bevisa sina klienters oskuld genom brottsutredningar, bevismaterial och korsförhör.
De första tre spelen i serien släpptes från 2001 till 2004 till Game Boy Advance och endast i Japan, på japanska, och har sedan dess porterats till Nintendo DS och släppts internationellt på flera språk. Från och med det fjärde spelet, har serien utvecklats specifikt för DS. DS-spelen använder sig av funktioner som inte fanns på Game Boy Advance, såsom input via mikrofon och pekskärm. De tre första spelen i serien började ges ut till Wiiware i Japan den 15 december 2009, i Nordamerika den 11 januari 2010 och i PAL-regioner den 15 januari samma år.
De tre första spelen handlar om deras eponyme protagonist Phoenix Wright. Det fjärde spelet, som utspelar sig sju år efter det tredje spelet har en ny protagonist, Apollo Justice, som tar över Phoenix Wrights roll som försvarsadvokat. Miles Edgeworth, en nyckelfigur från de första tre spelen, är huvudperson i två interquel-spel som utspelar sig mellan det tredje och fjärde spelet. I det femte spelet återvänder Phoenix Wright och Apollo Justice som huvudfigurer tillsammans med den nya figuren Athena Cykes. Det sjätte spelet i huvudserien utspelar sig dels i Japan och dels i det fiktiva österländska landet Kurain, med Phoenix Wright som huvudkaraktär.

## Spel

### Huvudserien
Phoenix Wright: Ace AttorneyDet ursprungliga GBA-spelet släpptes i Japan 2001, med DS-portningar som släpptes på japanska och engelska 2005. Spelet handlar om Phoenix Wright, Mia och Maya Fey, och Miles Edgeworth, tillsammans med bifigurer som återkommer i senare spel. GBA-versionen innehåller fyra fall; ett speciellt femte fall vid namn "Rise from the Ashes" gjordes speciellt för DS-versionen, och inkluderade extra utredningsmetoder som involverade DS:ets mikrofon och pekskärm. Spelet portades senare till IOS, och är tillgänglig genom Itunes App Store.
Phoenix Wright: Ace Attorney: Justice for AllDet andra spelet släpptes till GBA i Japan 2002, och till DS 2006 och 2007. Det innehåller fyra fall, både i GBA- och DS-versionerna, och utspelar sig ungefär ett år efter det första spelet. Det introducerar de nya figurerna Pearl Fey, kusin till Fey-systrarna från det första spelet; och Franziska von Karma, dotter till Manfred von Karma, en åklagare i det första spelet.
Phoenix Wright: Ace Attorney: Trials and TribulationsDet tredje spelet släpptes till GBA i Japan 2004, och till DS 2007. Det utspelar sig ungefär ett år efter föregående spel, och låter spelaren spela som Mia Fey i två fall, och som Miles Edgeworth i en del av det sista fallet. Det finns totalt fem fall i spelet.
Apollo Justice: Ace AttorneyDet fjärde spelet släpptes till DS i Japan i april 2007, och i Nordamerika den 19 februari 2008. Det är det första spelet i serien som utvecklats speciellt för Nintendo DS, och utspelar sig sju år efter Trials and Tribulations. Istället för Phoenix, är huvudfiguren i det här spelet den nya figuren Apollo Justice.
Phoenix Wright: Ace Attorney: Dual DestiniesDet femte spelet i huvudserien släpptes till 3DS i Japan den 25 juli 2013, och i övriga delar av världen den 24 oktober samma år. Huvudfigurerna är åter igen Phoenix Wright och Apollo Justice, tillsammans med den nya figuren Athena Cykes. Dual Destinies utspelar sig ett år efter Apollo Justice.
Turnabout ReclaimedEn expansion till Dual Destinies. Den släpptes till 3DS via Nintendo Eshop i Japan den 15 augusti 2013, och i övriga delar av världen den 21 november samma år. Huvudfiguren i expansionen är Phoenix, som tar sig an uppdraget att försvara en späckhuggare som misstänks ha dödat akvariet Shipshape Aquariums ägare.
Phoenix Wright: Ace Attorney – Spirit of JusticeDet sjätte spelet i huvudserien släpptes den 9 juni 2016 i Japan, och i övriga delar av världen den 8 september samma år. Spelet utspelar sig dels i Japan och dels i det fiktiva österländska landet Kurain, med Phoenix Wright som huvudkaraktär, men Apollo Justice och Athena Cykes är också med i spelet.

### Investigations
Ace Attorney Investigations: Miles EdgeworthDet femte utgivna spelet är en spinoff och en interquel som utspelar sig mellan Trials and Tribulations och Apollo Justice. Det släpptes i Japan den 28 maj 2009, och internationellt i februari 2010. Spelets huvudfigurer är åklagare Miles Edgeworth, hans nya assistent Kay Faraday, och detektiv Dick Gumshoe. Till skillnad från tidigare spel i serien, är Investigations: Miles Edgeworth ett peka-och-klicka-äventyr, och förhören har flyttats från rättssalen till brottsplatsen. I övrigt fungerar gameplayen på samma sätt som de tidigare spelen.
Gyakuten Kenji 2 (Ace Attorney Investigations 2: Prosecutor's Gambit)Det andra Investigations-spelet släpptes i Japan den 3 februari 2011, och utspelar sig två veckor efter Investigations: Miles Edgeworth. Det finns en ny spelmekanik kallad "Logic Chess" ("Logikschack"), som liknar "Psyche Locks" i tidigare spel, med skillnaderna att det går på tid och att spelaren får olika dialogval att välja mellan, istället för bevismaterial. I mars 2011 sade Christian Svensson från Capcom att det inte fanns några planer att släppa spelet utanför Japan för tillfället. I en intervju med Siliconera den 9 december 2011, sade Svensson att det finns en möjlighet att släppa Gyakuten Kenji 2 digitalt, som ett nedladdningsbart spel, men också att han inte kunde säga att det definitivt skulle inträffa. :: År 2024 släpptes spelet för första gången över hela världen med engelsk översättning som del av Ace Attorney Investigations Collection, nu med den officiella titeln Ace Attorney Investigations 2: Prosecutor's Gambit.

### Övriga spel
Professor Layton vs. Phoenix Wright: Ace AttorneyProfessor Layton vs. Phoenix Wright: Ace Attorney är en crossover mellan Ace Attorney och pusselspelserien Professor Layton; Den utvecklades i ett samarbete mellan Capcom och Level-5, och släpptes i Japan den 29 november 2012 till Nintendo 3DS. Det innehåller en blandning av de bägge seriernas respektive gameplay: pussellösning och brottsutredning. Shu Takumi, Ace Attorney-seriens författare, skrev manuset till spelet.
The Great Ace Attorney: Adventures
Tillkännagavs till att börja med i samband med Investigations/Dual Destinies-teamets kommande spel i december 2013, men bara några få detaljer var kända tills det var med i Famitsu i april 2014. Spelet är en spin-off som utspelar sig i Japan under Meijiperioden, och handlar om Ryuunosuke Naruhodou, som är en förfader till Phoenix Wright. Det släpptes till Nintendo 3DS den 9 juli 2015 i Japan.

### Framtida spel
Ace Attorney-seriens producent, Motohide Eshiro, sade i en intervju med Siliconera att han hade för avsikt att producera ett tredje Investigations-spel, något som seriens regissör, Takeshi Yamazaki, också var intresserad av att regissera.

#### Lokalisering
Greg Moore från Capcom USA skrev den 12 december 2013 i en tråd på Capcom-Unity att Dual Destinies har en prominent plats på Nintendo Eshop och "en aktiv community", vilket är "väldigt bra för Ace Attorney", och att Capcom fortsätter att utvärdera lokalisering av framtida Ace Attorney-produkter för den västerländska marknaden.

### Porteringar
Ace Attorney-serien började som en speltrilogi till Game Boy Advance, kallad Gyakuten Saiban, och släpptes endast i Japan från 2001 till 2004. 2005 portades det första spelet, Gyakuten Saiban, till Nintendo DS under namnet Gyakuten Saiban: Yomigaeru Gyakuten ("Helomvändningsrättegång: Helomvändningsåterfödelse"). När porten släpptes i Japan, inkluderade den alternativet att spela spelet på antingen japanska eller engelska, vilket gjorde det till ett populärt spel att importera för icke-japanskspråkiga. I oktober 2005 användes den engelskspråkiga översättningen när Capcom släppte spelet i Nordamerika, under namnet Phoenix Wright: Ace Attorney. Europeiska utgåvor följde i mars 2006. I och med portens popularitet, porterades även Gyakuten Saiban 2 och 3 till DS, och såldes för ett budget-pris i Japan, även dessa med möjligheten att spela spelet på engelska, och släpptes senare för den västerländska marknaden. Det fjärde spelet, Apollo Justice: Ace Attorney, är det första som utvecklats speciellt för DS, och inkluderade ingen möjlighet att spela på engelska i den japanska versionen; samma sak gällde för de två övriga DS-spelen Ace Attorney Investigations: Miles Edgeworth och dess uppföljare Gyakuten Kenji 2.
Den 22 januari 2014 tillkännagav Capcom Phoenix Wright: Ace Attorney Trilogy (逆転裁判123成歩堂セレクション Gyakuten Saiban 123: Naruhodou Selection?), en Nintendo 3DS-version av de tre första Ace Attorney-spelen, som släpptes i Japan den 17 april 2014 och planeras släppas i Nordamerika och Europa i slutet av 2014.[uppföljning saknas] Ace Attorney Trilogy inkluderar en stereoskopisk 3D-effekt, och möjligheten att spela på antingen japanska eller engelska.

## Mottagande
| Spel                                                  | GameRankings | Metacritic |
| Phoenix Wright: Ace Attorney                          | 82,42%       | 81/100     |
| Phoenix Wright: Ace Attorney: Justice for All         | 77,59%       | 76/100     |
| Phoenix Wright: Ace Attorney: Trials and Tribulations | 81,14%       | 81/100     |
| Apollo Justice: Ace Attorney                          | 78,39%       | 78/100     |
| Ace Attorney Investigations: Miles Edgeworth          | 78,81%       | 78/100     |
| Gyakuten Kenji 2                                      | N/A          | N/A        |
| Professor Layton vs. Phoenix Wright: Ace Attorney     | 79,35%       | 79/100     |
| Phoenix Wright: Ace Attorney: Dual Destinies          | 82,43%       | 81/100     |
| Turnabout Reclaimed                                   | 80%          | N/A        |
| Phoenix Wright: Ace Attorney – Spirit of Justice      | 81,41%       | 81/100     |

## Annan media

### Musik
Det officiella musikalbumet till Phoenix Wright: Ace Attorney publicerades först av Suleputer den 30 november 2005. Även musikalbumen till det andra, tredje, fjärde och femte spelet har släppts.
Capcom släppte den 9 september 2006 ett album vid namn Gyakuten Saiban Orchestra Album: Gyakuten Meets Orchestra med orkestrerade arrangemang av flera av låtarna i de tre första spelen. En andra CD med fler orkestrerade låtar såldes på Tokyo Game Show 2006, och till allmänheten senare samma år. Den 31 mars 2007 släppte Capcom ett till album med arrangerade låtar, vid namn Gyakuten Saiban Jazz Album: Gyakuten Meets Jazz. Från början var det bara tänkt att albumen skulle släppas i Japan, men det har senare bekräftats att de även planeras släppas i Nordamerika.

### Manga
- Official Casebook Vol.1: The Phoenix Wright Files
- Official Casebook Vol.2: The Miles Edgeworth Files
- Phoenix Wright: Ace Attorney (#1-5)
- Ace Attorney Investigations: Miles Edgeworth (#1-4)

Fyra doujinshi-antologiböcker vid namn Official Casebook, baserade på Ace Attorney-spelen, lanserades i Japan 2006. I väst publicerades de första två volymerna av Del Rey Manga.
Dessutom har två serier baserade på Phoenix Wright-trilogin och Investigations-serien släppts i fem respektive fyra volymer. Dessa skrevs av Kenji Kuroda och illustrerades av Kazuo Maekawa.

### Film
2013 släpptes en långfilm baserat på det första spelet, i regi av Takashi Miike.

### Anime
En anime-serie baserad på Ace Attorney planeras ha premiär i april 2016.